# Man Haron Monis

Man Haron Monis

Man Haron Monis (n. 19 ianuarie 1964, Borujerd, Iran - d. 16 decembrie 2014, Sydney, Australia) a fost un cetățean australian de origine iraniană, cunoscut ca fiind autorul actului terorist din Sydney din decembrie 2014, când a luat un grup de ostatici, incident soldat cu trei morți și șase răniți.
Născut în Iran, cu numele real Mohammad Hassan Manteghi Boroujerdi , în 1996 solicită azil politic în Australia, susținând că este persecutat deoarece deține anumite informații secrete și că ar fi criticat regimul din țară, motiv pentru care sunt arestați soția și copiii săi.
Canalul TV Manoto 1 a relatat faptul că Haron lucrase ca director la o agenție de turism din Iran și că de fapt a fugit din țară după ce devalizase firma cu 200.000 de dolari.
În Australia, Haron a susținut o campanie împotriva prezenței trupelor australiene în Afganistan.
În dimineața zilei de 15 decembrie 2014, ia ca ostatici un grup de angajați și clienți ai unei cafenele din Sydney și este ucis în ziua următoare în urma confruntării cu forțele de ordine.